# 盘状合头菊
盘状合头菊（学名：Syncalathium disciforme）是菊科合头菊属的植物，是中国的特有植物。分布于中国大陆的四川、青海、甘肃等地，生长于海拔3,900米至4,500米的地区，一般生于高山草地和砾石地，目前尚未由人工引种栽培。